# Rocaille
Une rocaille désigne initialement les petits cailloux, coquillages, mousses et coraux, qui servent à orner une grotte, à faire des rochers, c'est-à-dire des constructions imitant une grotte ou un rocher, à vocation décorative, que l'on fait dans les jardins, pour leur donner une apparence plus pittoresque.
Le terme fait ensuite référence à un style artistique, plus connu sous le nom de rococo.

## Rocaille d'ornementation
La rocaille en décoration désigne, depuis la fin du XVIIe siècle, un assemblage de plusieurs coquillages avec des pierres inégales, ou bien de la meulière cuite, qui est divisée en petits morceaux, et qu'on scelle sur un crépi avec du mortier de chaux et de ciment aux soubassements des murs ou sur des trumeaux pour former l'architecture rustique. On appelle « rocailleur » l'ouvrier qui met les rocailles en œuvre, et qui fait des grottes, des fontaines, des rochers, des rivières, etc..

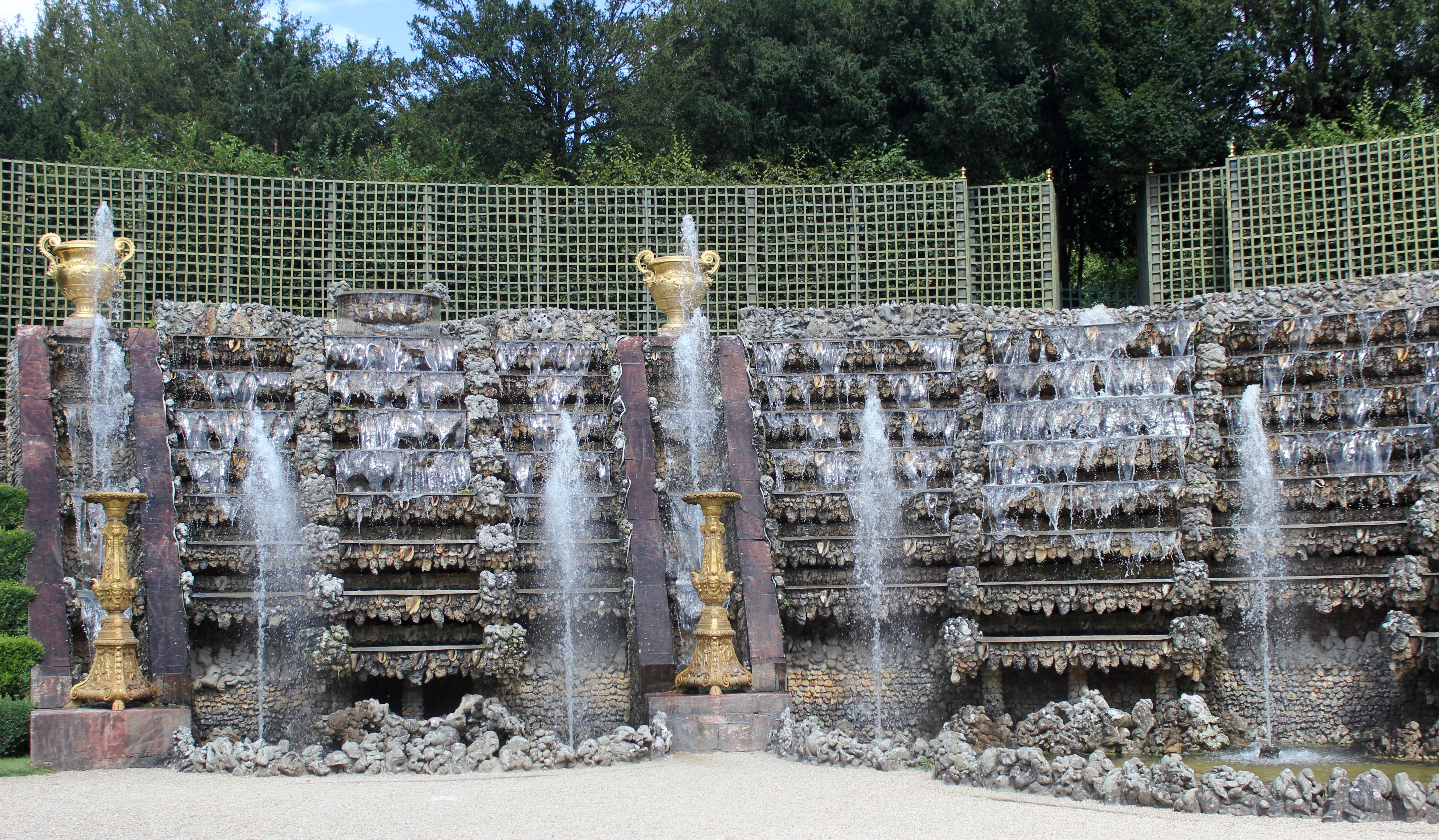
Le bosquet des Rocailles au château de Versailles.
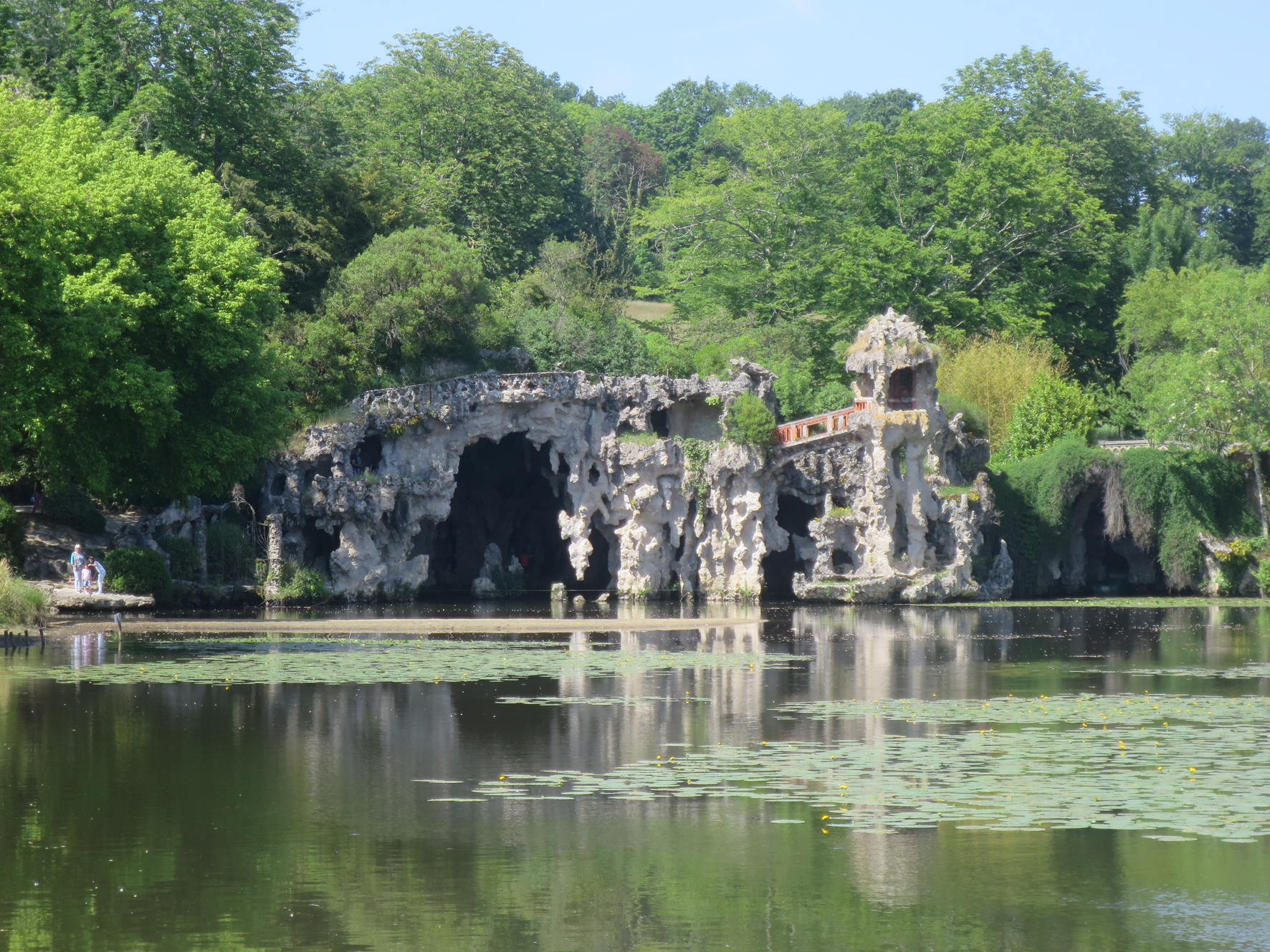
Fausses grottes du parc de Majolan à Blanquefort.
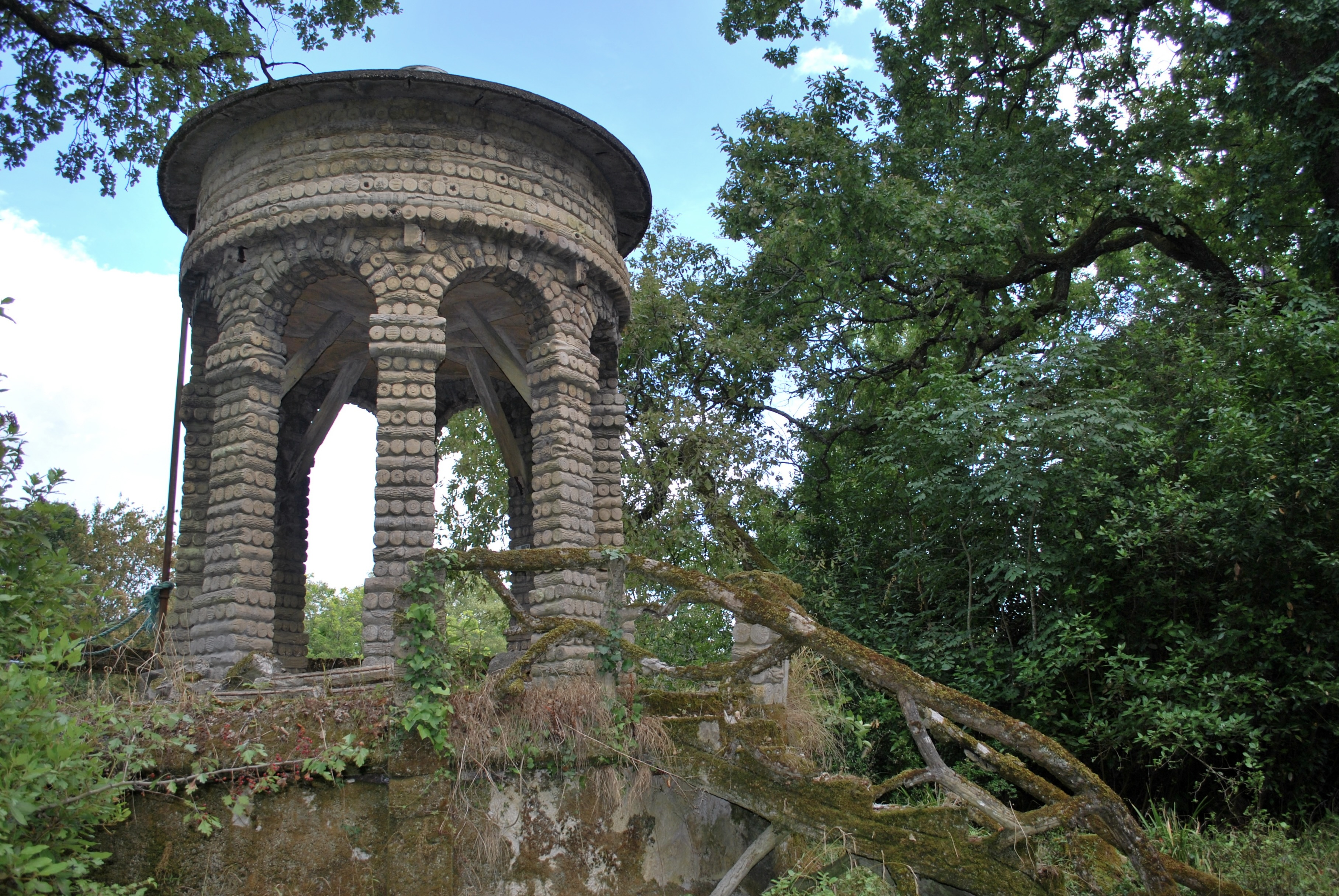
Le belvédère en faux bois du domaine de Sybirol à Floirac.

## Jardin de rocaille
On utilise encore le terme rocaille de nos jours pour décrire un élément de jardin qui fait un grand usage de rochers.

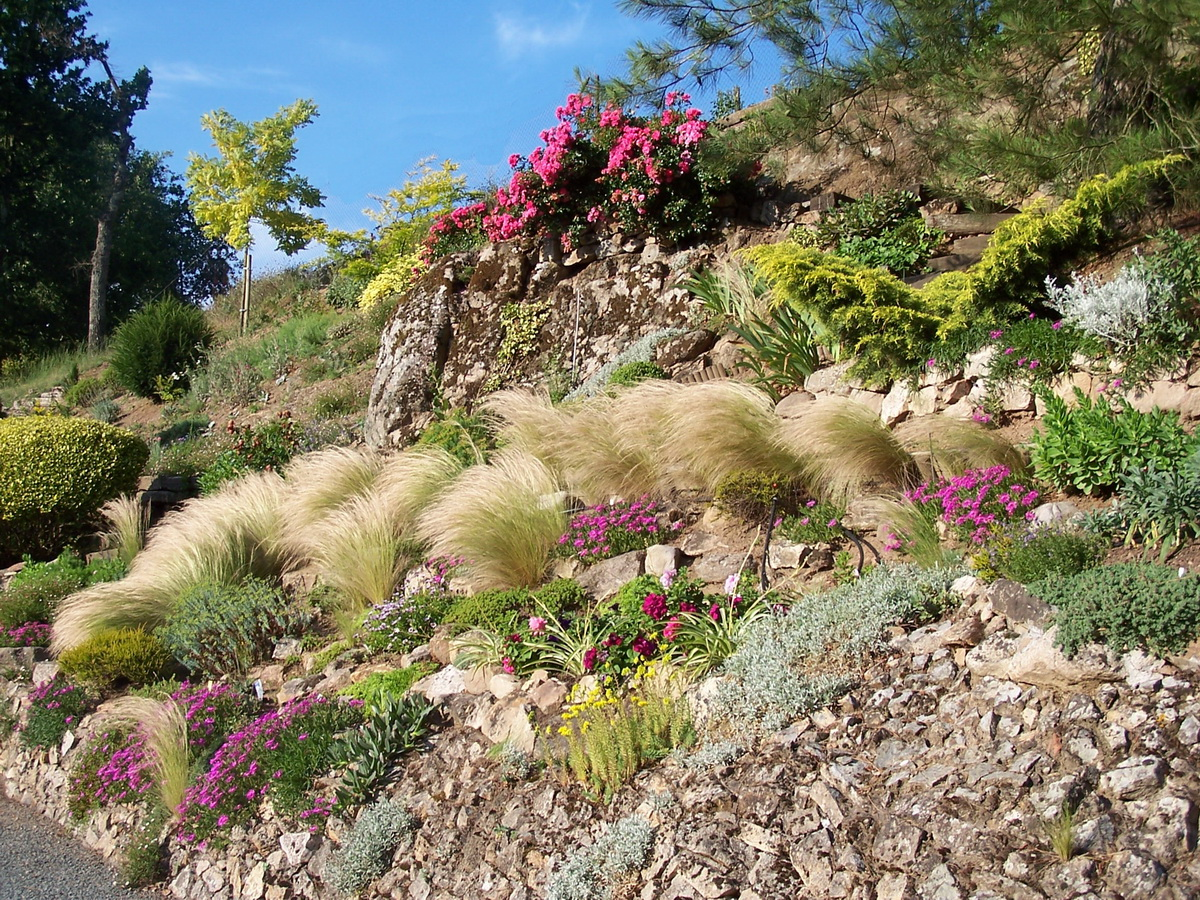
La rocaille des Jardins du Gué à Lhoumois.
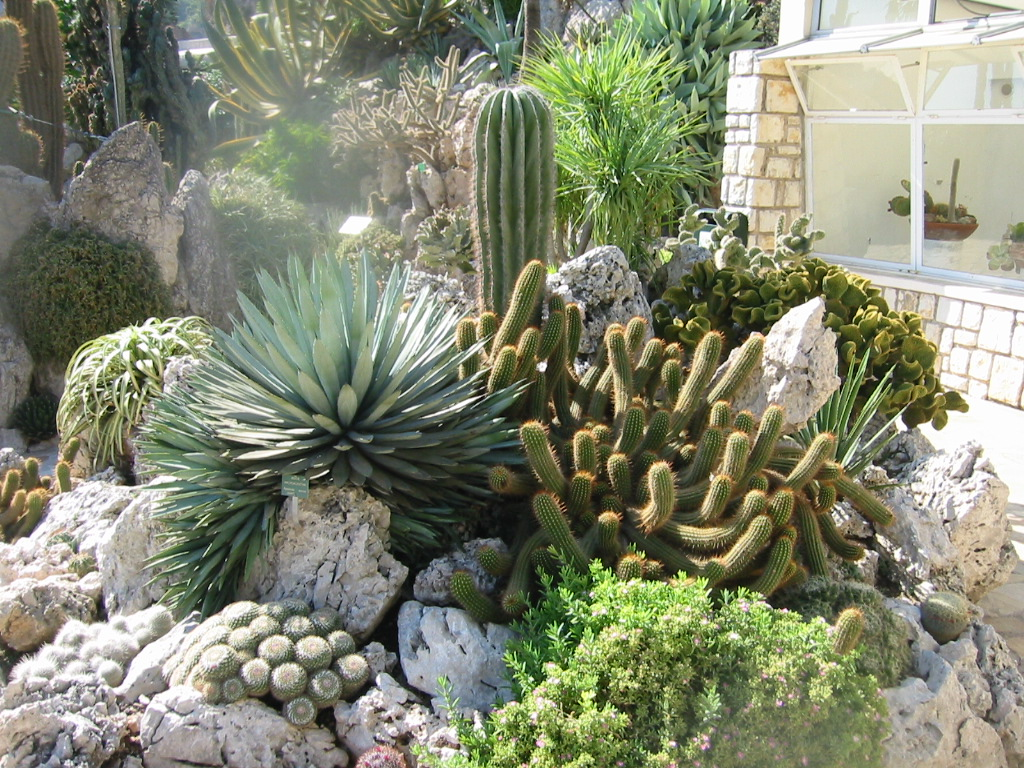
Jardin exotique de Monaco.

## Rocaille (science des milieux naturels)
Les rocailles sont des milieux naturels de l'étage alpin, situées au-dessus de la limite des forêts. On distingue les rocailles calcaires Potentillion caulescentis et les rocailles siliceuses Androsacion vandellii.

## Style rocaille ou rococo
Le style rocaille, ou rococo, est un style de décoration en vogue sous la Régence, puis sous le règne de Louis XV. Il est caractérisé par la fantaisie des lignes contournées rappelant les volutes des coquillages avec leurs enroulements. Il trouve son expression dans l'architecture, le mobilier et la peinture.
Selon Delécluze, le terme « rococo » est inventé vers 1797 en dérision par Pierre-Maurice Quay, élève de Jacques-Louis David, maître à penser du mouvement des Barbus et chantre d’un classicisme poussé à l’extrême. Il résulterait d’une association du mot français « rocaille », qui désigne l'ornementation imitant les rochers et les pierres naturelles et la forme incurvée de certains coquillages, et du mot portugais baroco, « baroque ». Le terme « rococo » garda longtemps son aspect péjoratif avant d’être accepté par les historiens de l’art vers le milieu du XIXe siècle, et d’être considéré comme un mouvement artistique européen à part entière.

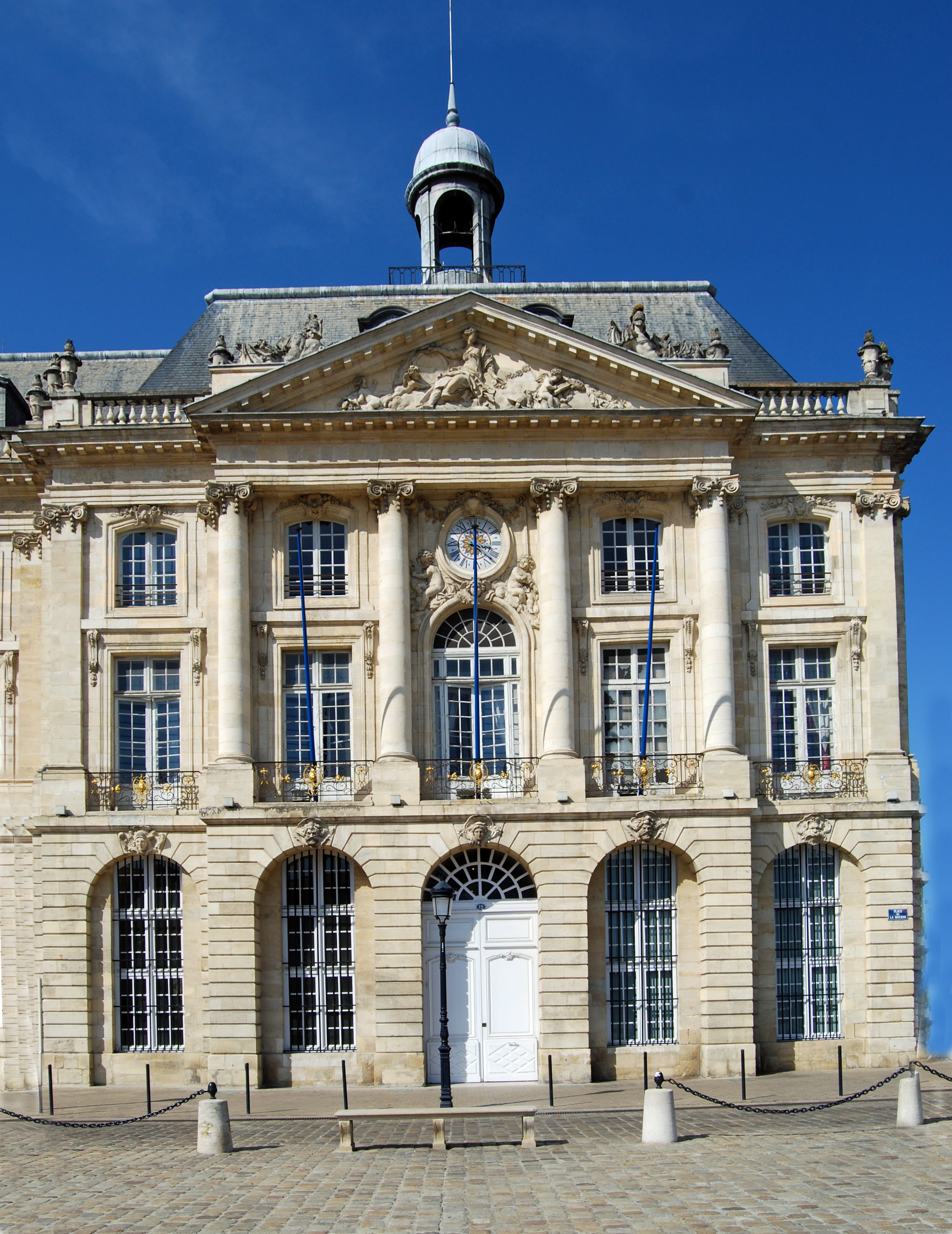
Palais de la Bourse à Bordeaux (1742-1749), avec des éléments caractéristiques du style rocaille : mascarons, ferronnerie à volutes, fenêtres en arc surbaissé avec agrafe.
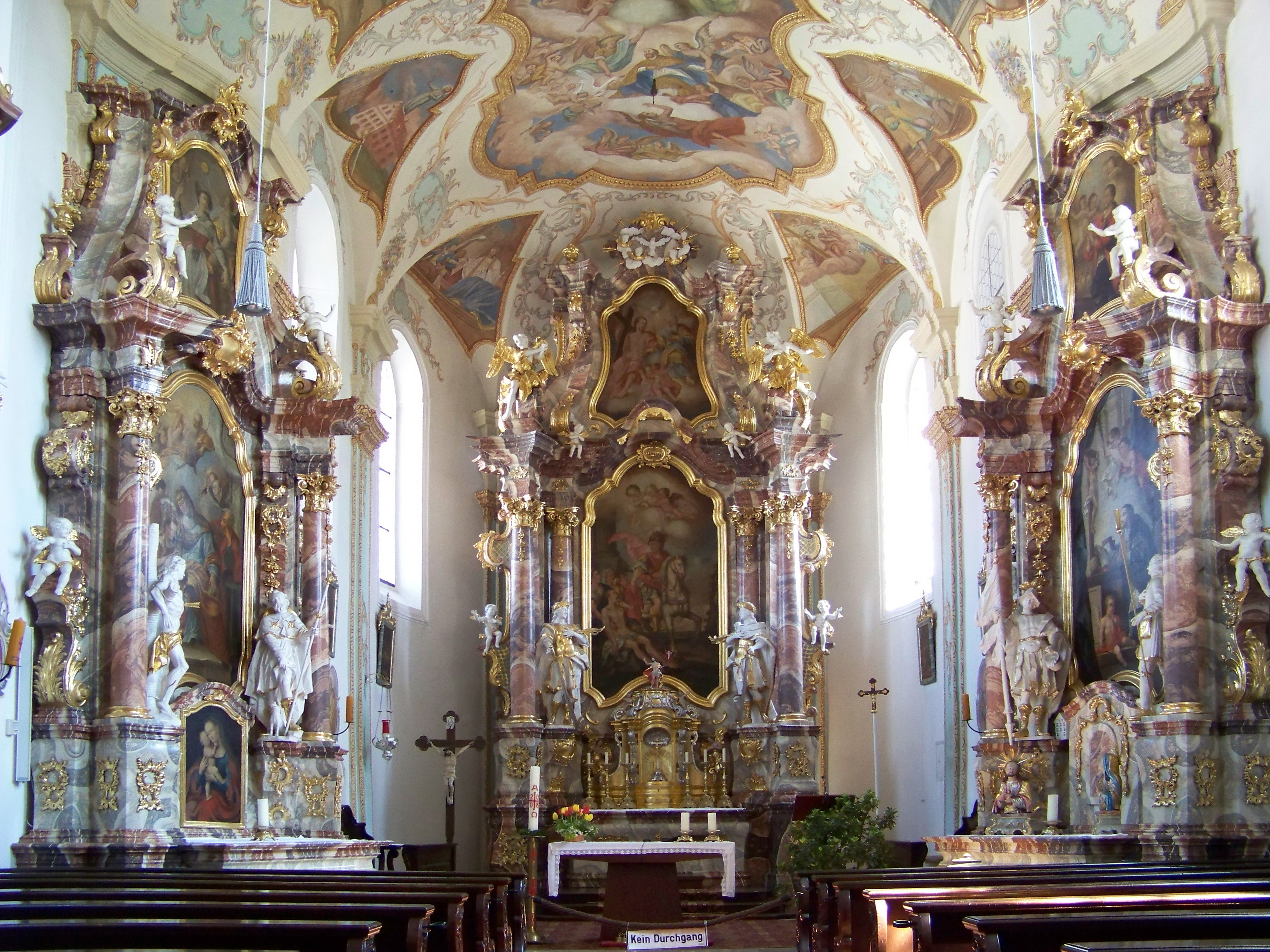
Église Saint-Martin à Geiselhöring.
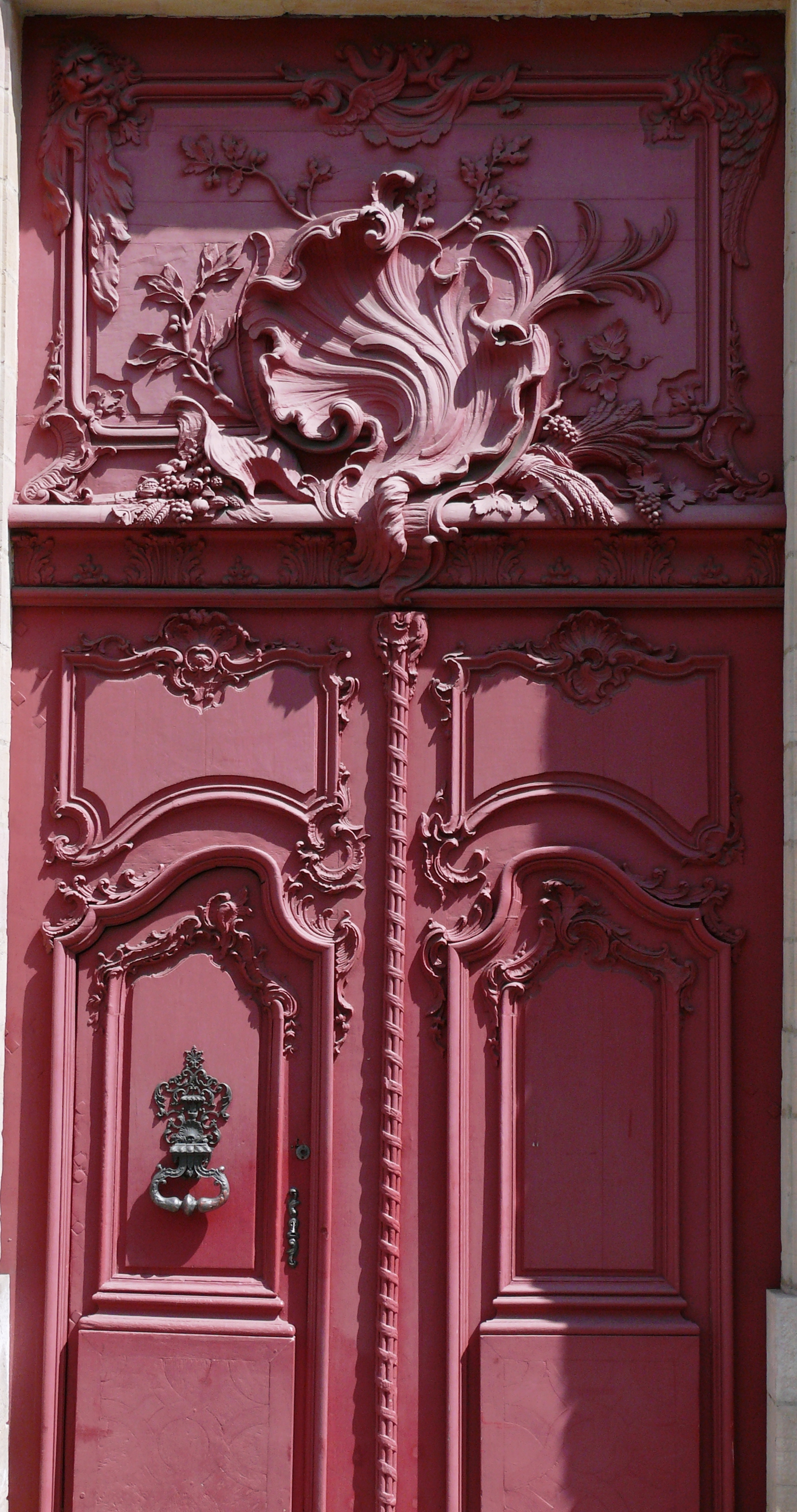
Porte cochère de l'hôtel Chartraire de Montigny à Dijon.
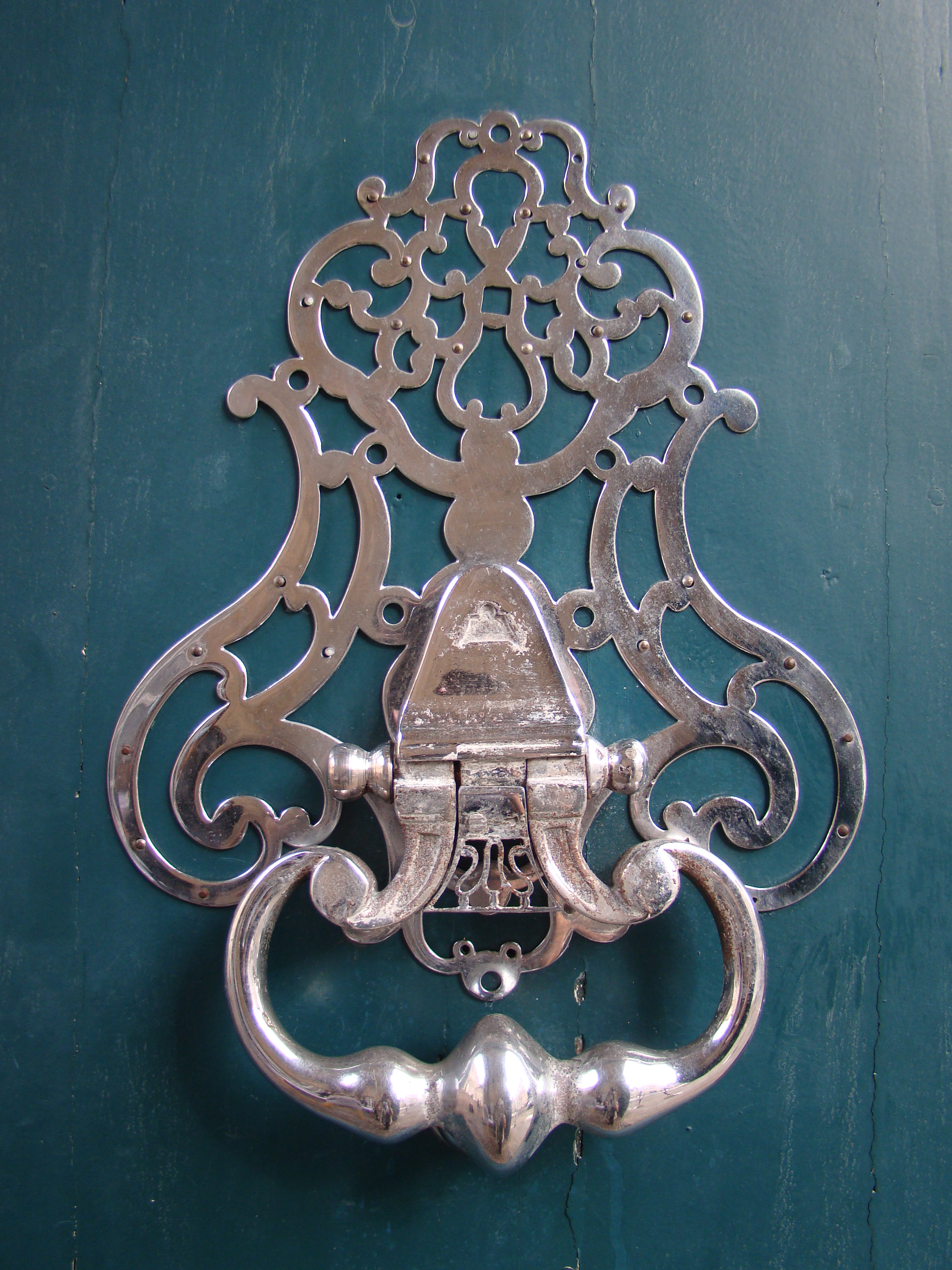
Heurtoir de l'hôtel de Basquiat à Bordeaux.
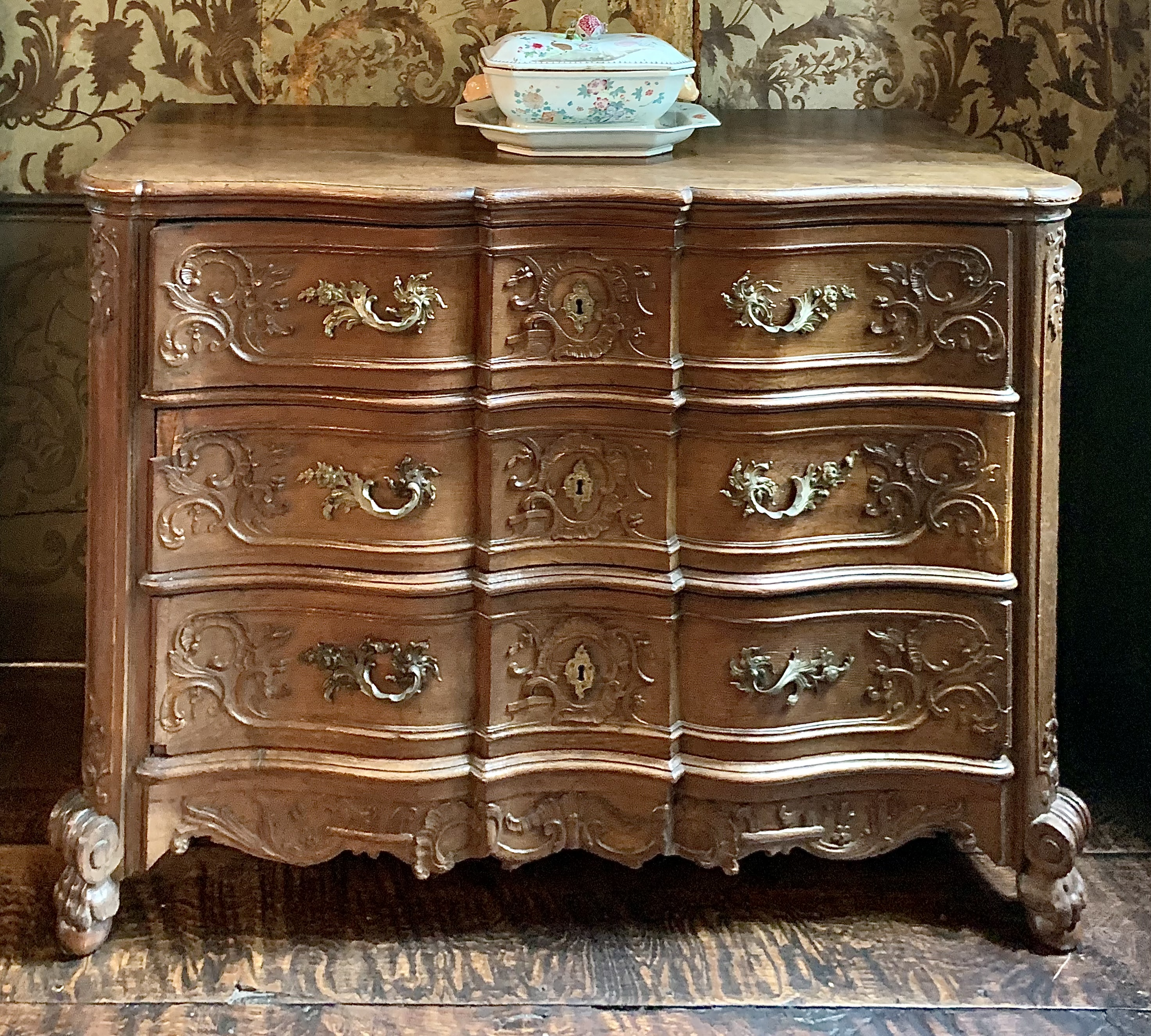
Commode de l'hôtel d'Ansembourg à Liège.
Maurice Quentin de La Tour, Portrait en pied de la marquise de Pompadour (1748-1755), musée du Louvre, Paris.